# Biran
Biran (en francès Biran) és un municipi francès situat al departament del Gers i a la regió d'Occitània.

## Geografia

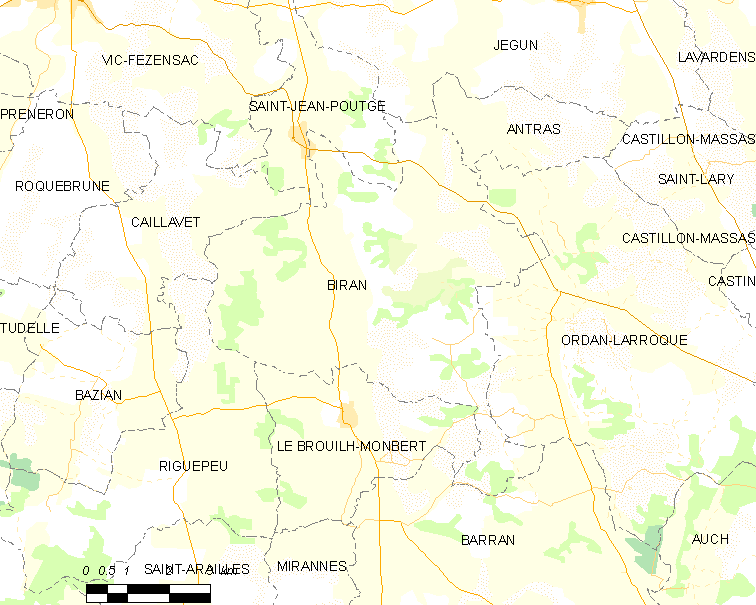
Mapa de la comuna de Biran

## Administració
| Període   | Identitat         | Partit        |
| --------- | ----------------- | ------------- |
| 2001-2008 | Paulette Bourdère | Divers droite |
| 2008-     | Georges Séris     |               |

## Demografia
| 1962                                       | 1968 | 1975 | 1982 | 1990 | 1999 | 2006 |
| ------------------------------------------ | ---- | ---- | ---- | ---- | ---- | ---- |
| 433                                        | 427  | 336  | 372  | 336  | 351  | 381  |
| Des de 1962: població sense dobles comptes |      |      |      |      |      |      |